# William Rankin
Ne doit pas être confondu avec William Rankins.
Le lieutenant-colonel William Henry Rankin, né le 16 octobre 1920 à Pittsburgh (Pennsylvanie) et mort le 6 juillet 2009 à Oakdale (Pennsylvanie), est un pilote américain de l'aviation du corps des Marines, vétéran de la Seconde Guerre mondiale et de la guerre de Corée. 

## Carrière
William Rankin rentre dans l'USMC en mars 1940 et quitte l’uniforme en 1964. Durant la guerre du Pacifique, il est déployé à la défense de l’atoll de Funafuti alors qu'il suit une formation d'officier. De juin 1945 à septembre 1946, alors qu'il a le grade de capitaine, il suit une formation de pilote de chasse. Durant la guerre de Corée, à partir de juillet 1951, alors qu'il est major dans la VMA-212 (en) il effectue une cinquantaine de missions de combat à bord de Chance Vought F4U Corsair, d'abord depuis la base aérienne K-3 de Pohang où le 5 septembre 1951 il doit effectuer un atterrissage d'urgence après avoir été touché par la DCA ennemie, puis en octobre 1951 à partir du porte-avions d'escorte USS Rendova (CVE-114). En décembre 1951, alors qu'il bombarde un complexe de ponts lourdement défendu en Corée du Nord qui sera popularisé sous l'appellation Les Ponts de Toko-Ri, il est blessé à la jambe. Son Corsair compte 132 impacts mais il parvient à apponter sur son navire. Il est hospitalisé à San Diego ou après son rétablissement il est promu lieutenant-colonel. 
L'éjection à laquelle il fut contraint le 26 juillet 1959 a fait de lui le seul cas documenté de survie après une chute à travers un cumulonimbus en plein orage,. Il serait aussi, du même fait, le survivant de la plus longue descente en parachute de l'histoire (plus de 40 minutes).

### L'éjection
Le 26 juillet 1959, aux commandes d'un avion de chasse F-8U Crusader, William Rankin alors commandant le VMFA-122 s'envole de la base aéronavale de South Weymouth (en) dans le Massachusetts pour rejoindre la Marine Corps Air Station Beaufort en Caroline du Sud. Il monte au-dessus de l'enclume du cumulonimbus, à 45 000 pieds (13 700 m), puis à 47 000 pieds (14 300 m), à mach 0,82, il entend un bruit sourd venant du moteur. Ce dernier s'arrête et le témoin d'alarme d'incendie s'allume. Il pousse alors le levier du moteur auxiliaire, mais celui-ci se brise entre ses mains. Alors qu'il ne porte pas de combinaison pressurisée, il s'éjecte à 18 heures dans une atmosphère où l'air est à −50 °C. Il souffre immédiatement de gelure et de décompression. Il ne sent plus sa main gauche, son gant ayant été arraché lors de l'éjection. Il saigne du nez et voit un gonflement de son abdomen.
Son parachute est prévu pour s'ouvrir automatiquement à une altitude de 10 000 pieds (3 000 m), ou bien manuellement à l'aide d'une poignée. William Rankin décide de ne pas ouvrir son parachute dans le nuage, car cela prolongerait sa chute, provoquant la mort par asphyxie et hypothermie.
Il chute à l'intérieur de l'orage, et décrit notamment son passage à travers des masses d'eau qui gênent sa respiration, de la grêle, et les éclairs qui frappent près de lui.
Il atterrit dans une forêt 40 minutes après son éjection, son parachute s'emmêle dans les branches, et sa tête se cogne contre un tronc d'arbre. Il parvient à se libérer et à retrouver une route de campagne, où il rencontre une voiture qui le conduit à un magasin, lequel prévient une ambulance qui le conduit dans un hôpital de Ahoskie. Il ne présente aucune blessure grave.
Il raconte son expérience dans son livre The Man Who Rode the Thunder édité en 1960 et paru en France en 1961 sous le titre L'homme qui chevaucha le tonnerre par les Éditions France-Empire.

## Annexe